# Albert Gliemann

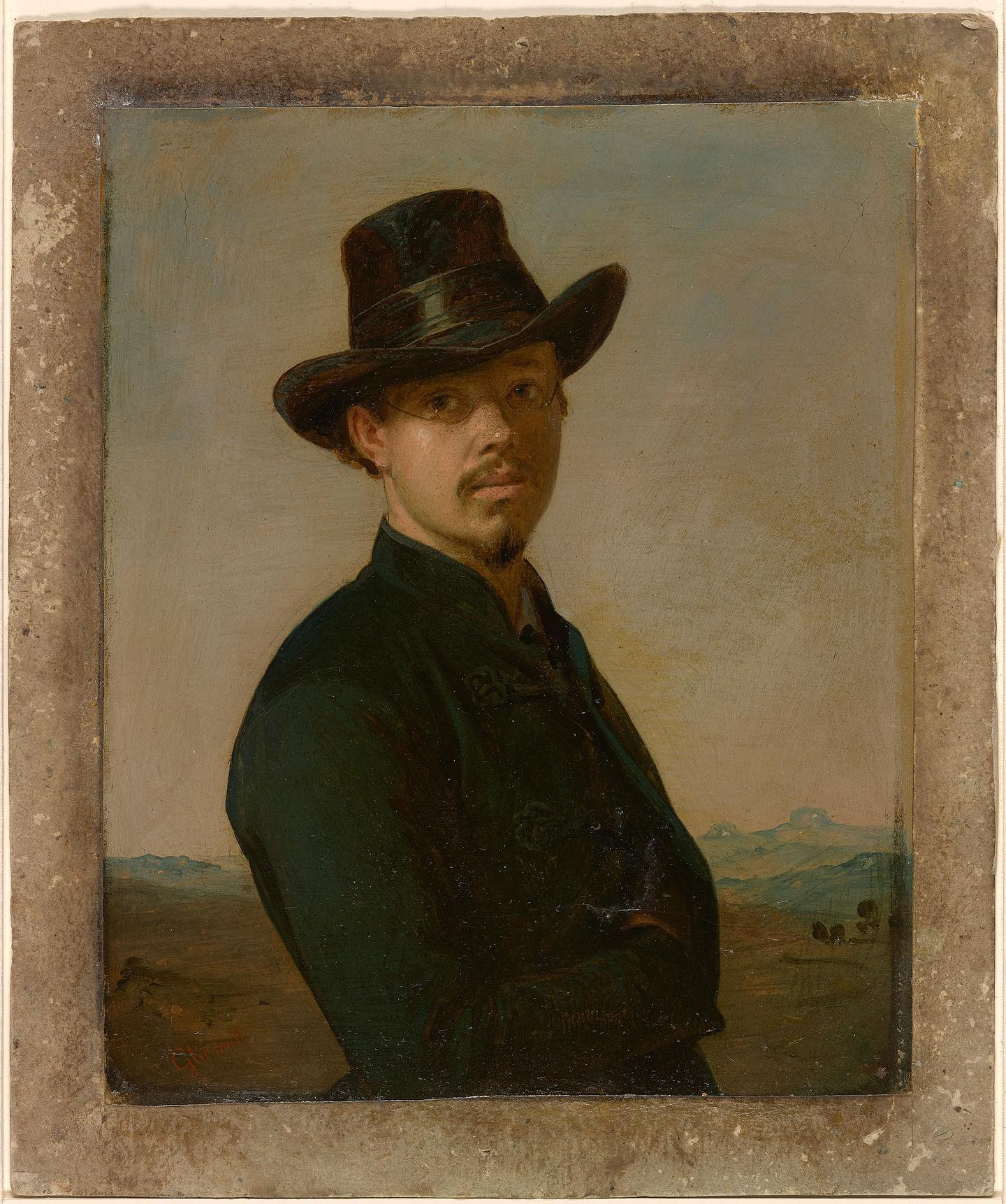
Albert Gliemann, Selbstporträt um 1845, Morgan Library & Museum

Philipp Albert Gliemann (* 26. Dezember 1822 in Wolfenbüttel, Herzogtum Braunschweig; † 25. April 1871 in Dresden) war ein deutscher Historien-, Genre- und Porträtmaler.

## Leben

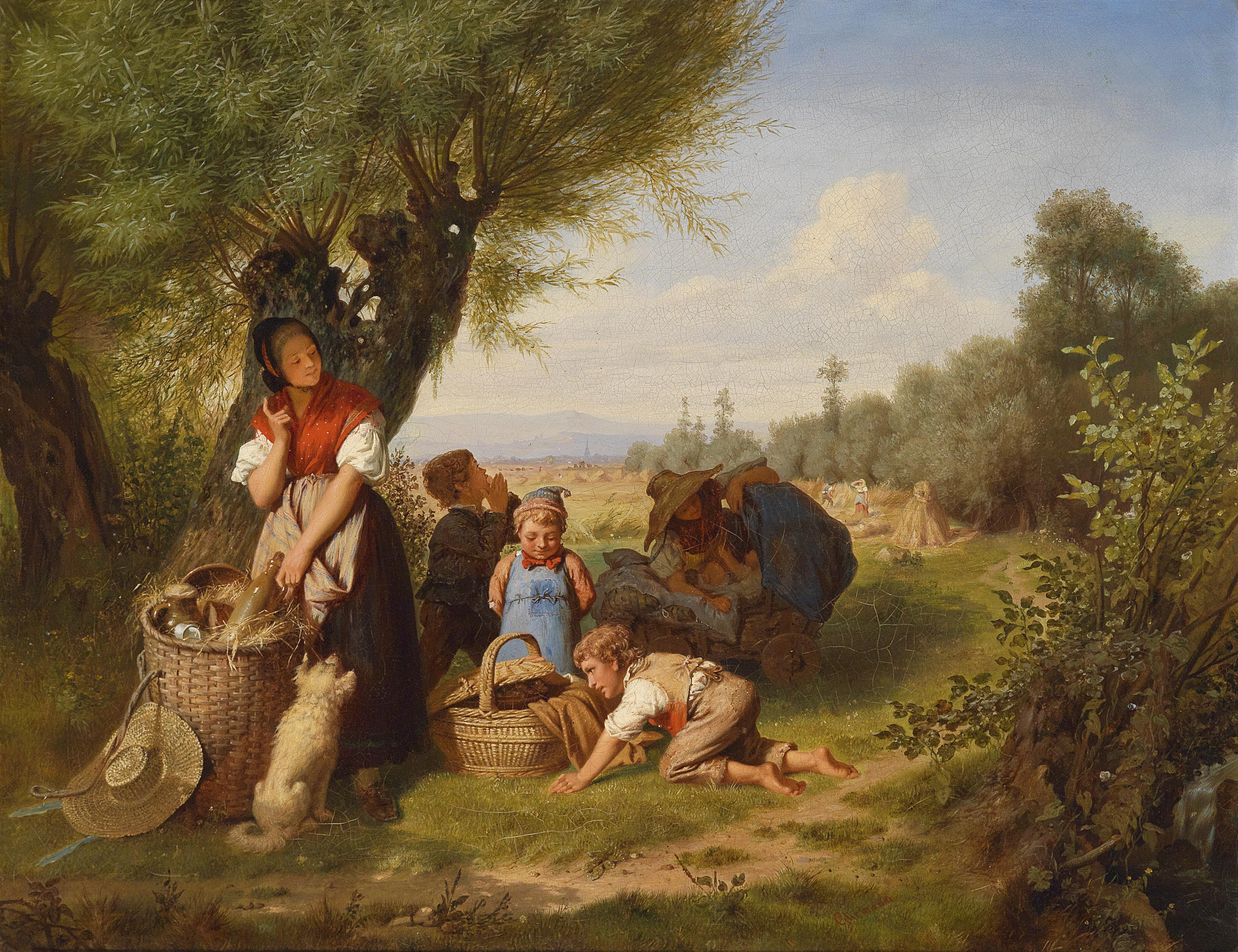
Mittagsrast bei der Erntearbeit, 1852

Gliemann verbrachte seine Kindheit in Braunschweig, wo er seinen Vater, der als Maler bei der Lackwarenfabrik Stobwasser tätig war, unterstützen musste. Ab 1844 studierte er an der Dresdner Kunstakademie. Ab 1847 war er Atelierschüler von Julius Hübner, anschließend freischaffender Maler in Dresden. Gliemann unternahm Studienreisen nach Paris und Antwerpen. Nachdem er zunächst vorwiegend Historien- und Genrebilder gemalt hatte, wandte er sich ab etwa 1852 zunehmend der Porträtmalerei zu, in der es ihm gelang, kultivierte akademische Bildnisse zu schaffen, die die Gesamterscheinung und Physiognomie der Porträtierten in Stofflichkeit und Inkarnat detailliert wiedergeben. Gliemann, der in Dresden zu einem der gesuchtesten Porträtmaler avancierte, schuf auch Bildnisse für den Dresdner Hof.

## Werke (Auswahl)

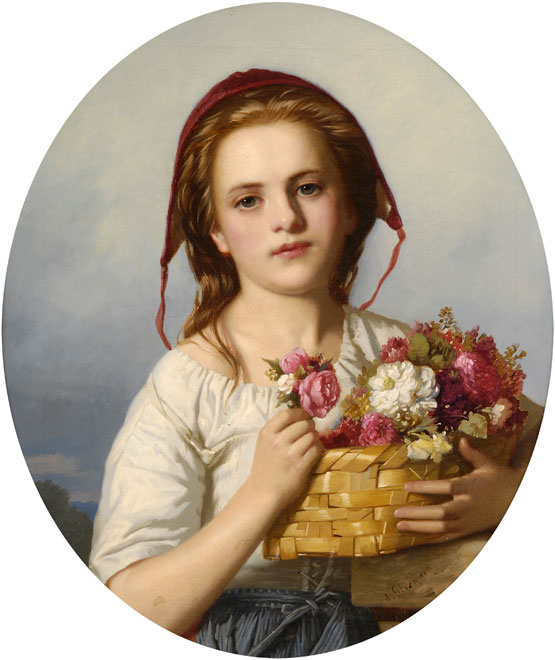
Blumenmädchen

- Mittagsrast bei der Erntearbeit, 1852
- Porträt der Großherzogin von Toskana, Maria von Sachsen, 1852
- Porträt der Augusta Sahrer von Sahr, 1855
- Porträt König Johanns, 1862, Herrscherbildnis für den Senatssaal des Leipziger Augusteums[1]
- Selbstporträt, Morgan Library & Museum, New York City[2]
- Blumenmädchen
- Porträt des New Yorker Rechtsanwalts James Talmadge Van Rensselaer, Albany Institute of History and Art, Albany/New York
- Porträt des US-Militärs John L. Worden, U.S. Naval Academy Museum, Annapolis/Maryland